# Arjun
Pour les articles homonymes, voir Arjuna (homonymie).
L'Arjun est un char de combat indien entré en service en 2004. Son nom fait référence à Arjuna (« le pur »), un des héros de la mythologie hindoue. Premier char de conception indienne, il a pour but de garantir l'indépendance technologique et industrielle de l'Inde vis-à-vis des pays étrangers, mais sa mise au point s'avère être une catastrophe après trois décennies de développement.

## Historique

### Chronologie croissante
- Mai 1974 – La conception et le développement d'un nouveau char de combat par le DRDO sont approuvés par le gouvernement indien[1].
- 1976 – Des fonds sont levés pour le projet[2].
- Mars 1976 – Création du CVRDE[a] à Avadi. Il sera chargé du développement du futur char Arjun.
- Novembre 1983 – Quarante-deux groupes motopropulseurs de fabrication allemande sont importés en Inde en vue de motoriser les prototypes.
- Avril 1985 – Fabrication du premier prototype[3].
- 1988 – L'armée indienne entreprend une campagne d'essais visant à évaluer la mobilité des premiers prototypes.
- 26 juillet 1989 – La campagne d'essais de mobilité révèle des lacunes importantes.
- 12 octobre 1991 – Douze prototypes ont été assemblés.
- Juin 1993 – Les quatorze prototypes, appelés désormais PPS (Pre-Production Series) participent aux essais d'été annuels. Le moteur rencontre des problèmes de surchauffe lors d'essais dynamiques au Rajasthan[2].
- 9 janvier 1996 – L'Arjun est dévoilé au public et le gouvernement envisage de débuter la production en grande série.
- Juillet 1996 – Les résultats de tir obtenus par les équipages de l'armée indienne s'avèrent médiocres, une dizaine de déficiences sont identifiées et l'entrée en service de l'Arjun est repoussée à une date indéterminée.
- Avril 1997 – Le quinzième et dernier prototype, appelé PPS-15[2], conçu sur les retours d'expérience des précédents prototypes, effectue une campagne d'évaluation organisée par l'armée.
- Juillet 1997 – L'armée indienne déclare que la fiabilité de l'Arjun est loin d'être satisfaisante. La conduite de tir tombant en panne lorsque la température ambiante atteignait les 42°C[4].
- 7 août 2004 – Le tout premier char Arjun de série sort de l'usine d'Avadi.
- Juin 2011 – Cent exemplaires ont été produits.
- Juin-août 2012 – Le prototype de l'Arjun Mk. 1A (alors appelé Arjun Mk. 2) effectue une campagne de tirs au polygone de tir de Pokharan[5].
- 2013-2015 – 75 % du parc de chars Arjun est considéré comme incapables en raison du manque de pièces de rechange.
- 24 septembre 2021 – Le ministère de la Défense indien commande cent-dix-huit Arjun Mk. 1A pour un montant de 75,23 milliards de roupies[6].

## Caractéristiques techniques

### Armement
L'Arjun est armé d'un canon d'un calibre de 120 mm et d'une longueur de 48 calibres (5,76 m), possédant une âme rayée. Il a la particularité de ne pas être compatible avec les munitions de 120 mm au standard OTAN, ni avec les munitions britanniques du même calibre.
Conçu par les laboratoires de l'Armament Research and Development Establishment (ARDE), il utilise des munitions à projectile encartouché et à douille semi-combustible. Le tube du canon est réalisé par autofrettage, il possède une pression maximale admissible en chambre de 612 MPa. Le tube du canon est recouvert d'un manchon anti-arcure et d'un évacuateur de fumée. 
Dix obus de 120 mm sont prêts à l'emploi dans un râtelier situé à l'arrière gauche de la tourelle. Bien que le toit de la tourelle au-dessus de ce râtelier soit constitué d'un panneau anti-explosion détachable, il n'y a pas de porte blindée coulissante pour séparer la soute du reste de la tourelle. Vingt-neuf obus sont rangés dans un râtelier qui est situé à gauche du conducteur, à l'avant de la caisse, derrière le réservoir de carburant avant.

#### Munitions

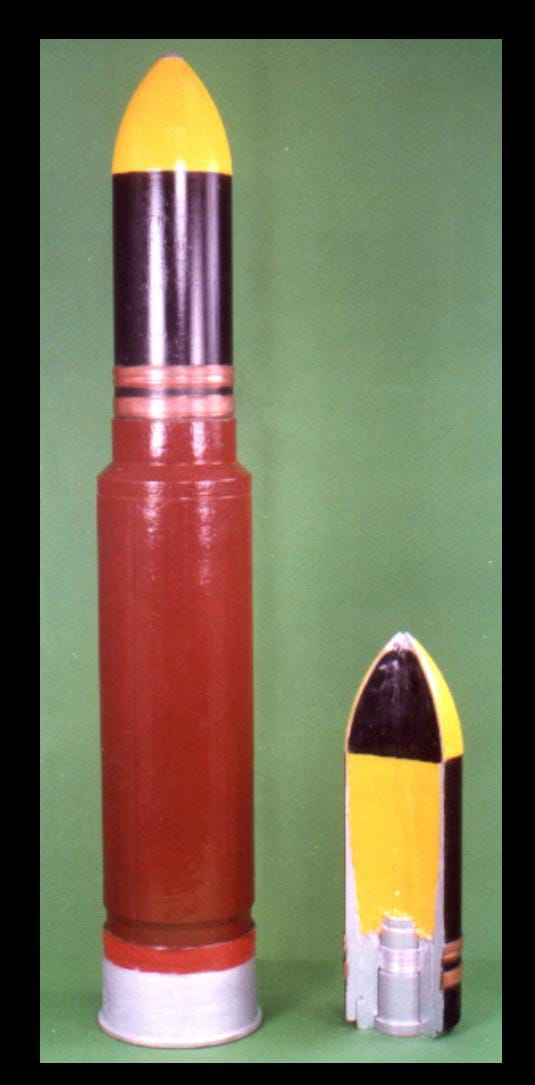
Un obus explosif à tête d'écrasement indien de 120 mm.

L'ARDE a développé une gamme comprenant plusieurs types de munitions de 120 mm :
- Mk-1 FSAPDS :  un obus-flèche en alliage de tungstène. Le projectile saboté possède une masse de 6,8 kg ayant une vitesse initiale de 1 650 m/s. La flèche est capable de percer la cible OTAN simple char lourd à 2 000 m ;
- 120 mm HESH Mk-1 : un obus explosif à tête d'écrasement de 14,4 kg ayant une vitesse initiale de 736 m/s, il est capable de générer des éclats derrière une plaque de blindage de 135 mm d'épaisseur.
- Mk-2 FSAPDS : qualifiée en 2017, cette nouvelle munition flèche intègre un barreau en alliage de tungstène possédant un plus grand allongement pour une capacité de perforation accrue (plaque d'acier à blindage de 230 mm[8] sous une incidence de 60°) à une distance non spécifiée ;
- 120 mm TB : un obus à charge thermobarique ;
- 120 mm PCB : un obus explosif contenant 2 kg de torpex, il possède une vitesse initiale de 800 m/s et est capable de traverser un mur en béton armé[9] de 50 cm d'épaisseur avant d'exploser, les éclats générés sont létaux dans un rayon de 10 m ;
- SAMHO : un missile guidé antichar tiré par canon (MGATC), il possède une vitesse de croisière de 250 m/s pour une portée comprise entre 500 m et 5 000 m.

### Protection
Le caisse et la tourelle sont constituées d'un assemblage de tôles d'acier mécanosoudées. L'avant de la tourelle et le glacis renferment des panneaux de blindage composite appelé Kanchan, ce dernier est un substitut local à la couche de textolite russe (plastique renforcé de fibre) que l'on retrouve dans le glacis du char T-72, utilisé également par l'armée indienne.
Une trappe de visite de forme ovale est présente dans la partie avant gauche du glacis, à la hauteur du râtelier à obus de 120 mm.
L'Arjun Mk. 1A possède une protection renforcée sur son glacis et les coins avant de sa tourelle grâce à l'installation de tuiles de blindage réactif explosif ERA Mk. 2, une copie indienne du Kontakt-5 de conception russe que l'on retrouve sur les T-90S Bhishma également en service dans l'armée indienne.

### Mobilité
Le groupe motopropulseur se compose d'un moteur Diesel V10 MTU MB 838 Ka-501 d'une puissance de 1 380 ch pour un couple maximal de 4 600 N m à 1 600 tr/min. Ce moteur possède deux turbocompresseurs et est doté d'un refroidisseur d'air de suralimentation. Comme sur les chars russes, les sorties d’échappement se trouvent de part et d’autre sur les flancs de la caisse.
Le moteur est couplé à une boîte de mécanismes Renk RK 304S (appelée RK 304-I en Inde) comprenant une boîte de vitesses semi-automatique à quatre rapports en marche avant et quatre en marche arrière. La boîte intègre une direction à double différentiel. 

## Versions
- Arjun Mk. 1 : modèle original entré en service en 2004 dans l'armée indienne.
- Arjun Mk. 1A : version revalorisée du Mk. I, il devait être appelé à l'origine Mk. 2, il comprend de nombreuses améliorations aux niveaux de la conduite de tir, de la protection. Entrée en service prévue pour 2022.
- Bhim : automoteur d'artillerie comprenant la tourelle sud-africaine Denel T6 montée sur un châssis d'Arjun Mk. 1, le projet est abandonné à la suite d'une affaire de corruption[13].
- Arjun ARRV : char de dépannage.
- Arjun BLT : char pont (projet).
- Arjun Catapult : Arjun détourellé armé d'un canon d'artillerie M-46 de 130 mm.
- Tank-EX : résultant de la combinaison de la tourelle d'un Arjun avec un châssis de T-72M1 Ajeya. D'une masse en ordre de combat de 47 t, il possède une suspension améliorée comprenant de nouveaux amortisseurs oléopneumatiques, un moteur PZL-Wola S-1000R d'une puissance de 1 000 ch, également employé par le char polonais PT-91 Twardy. Le Tank-EX emporte seulement trente-deux obus de 120 mm[14]. Deux prototypes sont fabriqués 2002 et passent avec succès une campagne d'essais de six mois. L'armée indienne rejette finalement le projet d'adopter le Tank-EX[15].

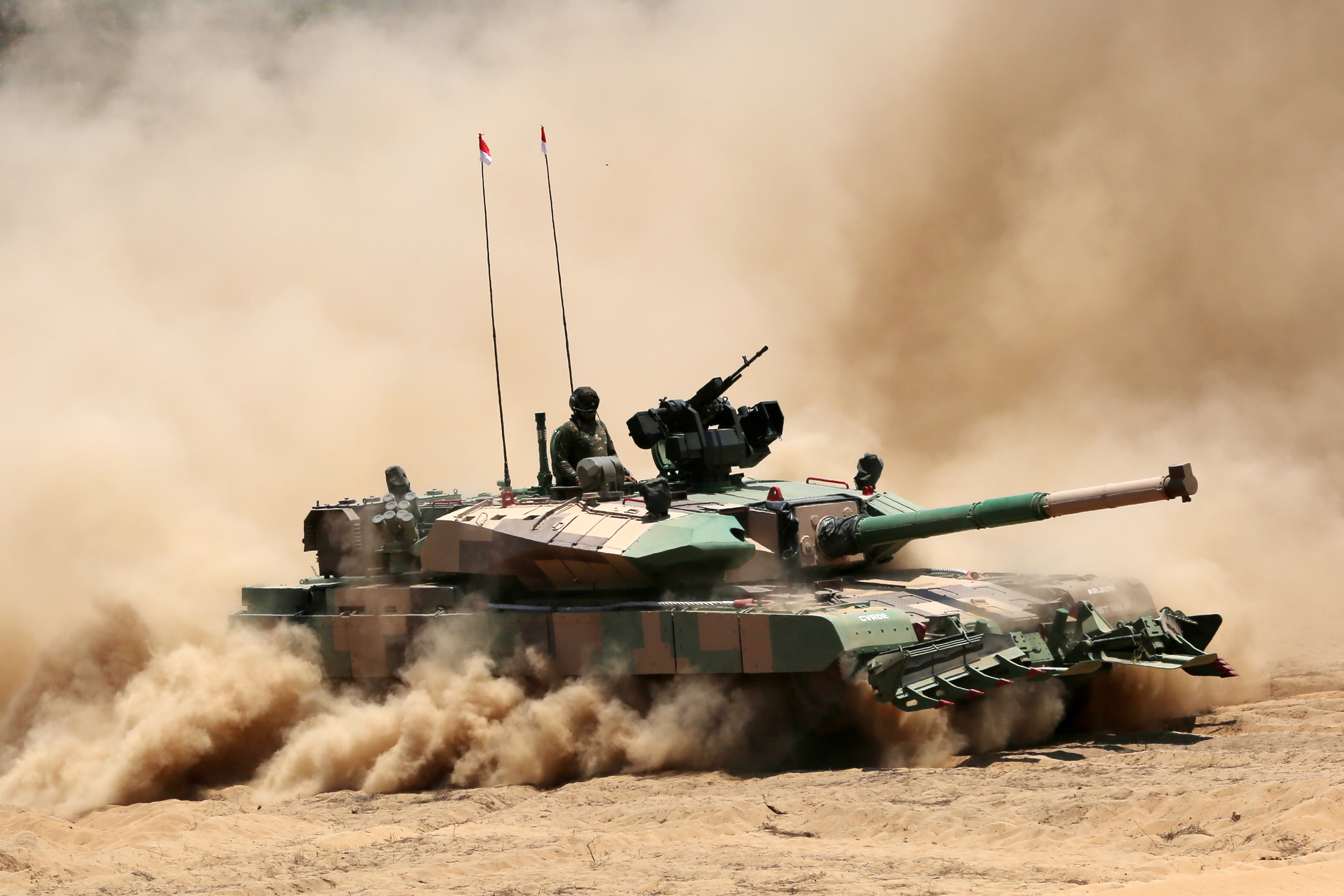
Le prototype de l'Arjun Mk. 1A lors d'essais en avril 2018.
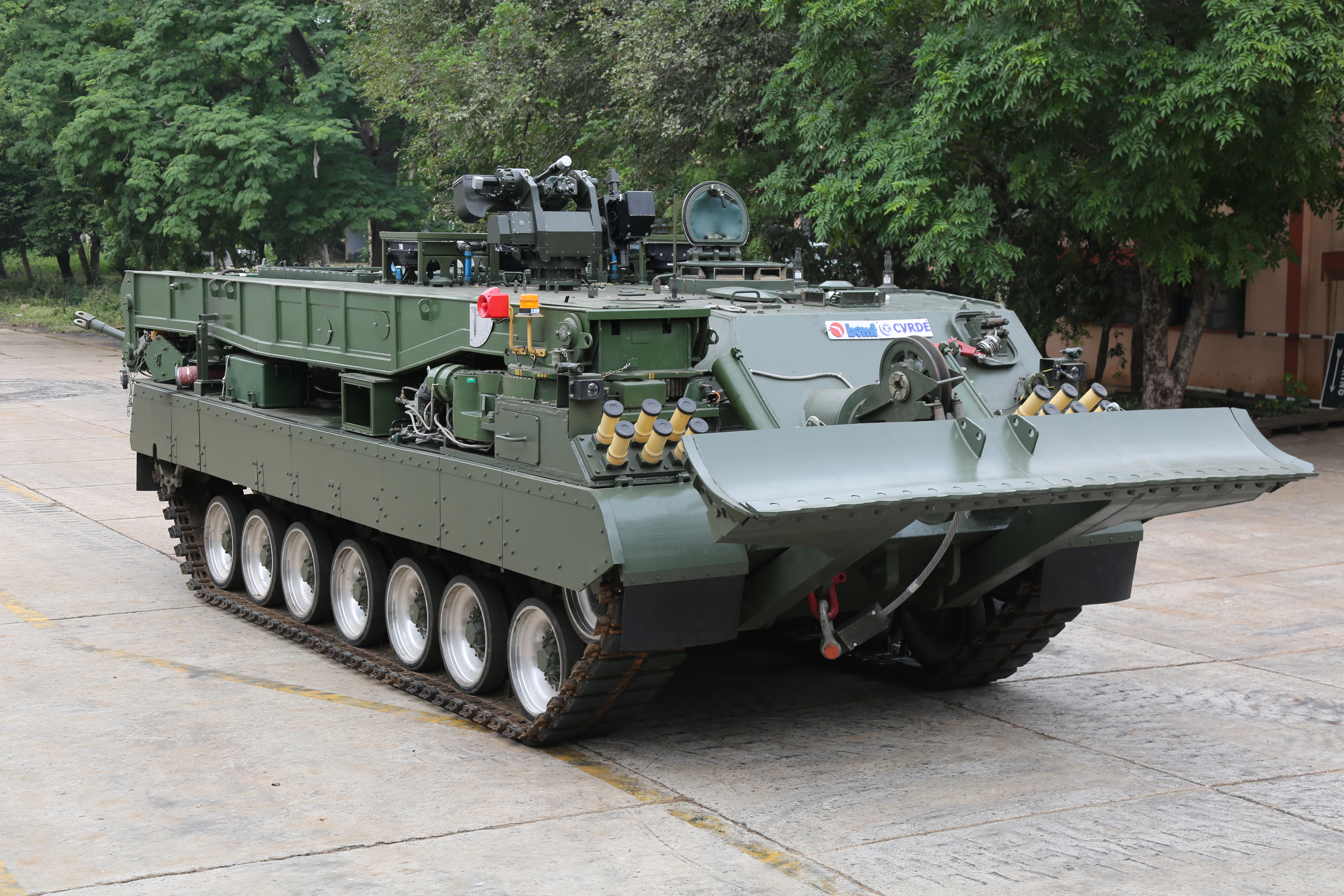
L'Arjun ARRV est char de dépannage reprenant le châssis du char Arjun.